# گورستان قدیمی پروتستان‌ها
گورستان قدیمی پروتستان‌ها (انگلیسی: Old Protestant Cemetery) (چینی: 基督教墳場؛ پرتغالی: Cemitério Protestante) یک گورستان تاریخی در سانتو آنتونیو، ماکائو، چین است که در سال ۱۸۲۱ توسط کمپانی هند شرقی بریتانیا در ماکائوی پرتغال تأسیس شد. این گورستان در واکنش به کمبود مکان‌های دفن برای پیروان پروتستانتیسم در قلمرو کلیسای کاتولیک پرتغال و امپراتوری پرتغال ایجاد شد.
این مکان آخرین آرامگاه جورج چینری (هنرمند)، رابرت موریسون و ساموئل دایر (مبلغان مسیحی)، هنری جان اسپنسر چرچیل (کاپیتان نیروی دریایی سلطنتی و از نوادگان وینستون چرچیل) و جوزف هارود آدامز (افسر نیروی دریایی ایالات متحده و نوه جان آدامز، دومین رئیس‌جمهور آمریکا) است. همچنین آندرس لیونگستدت، بازرگان، مترجم و تاریخ‌نگار سوئدی نیز در این گورستان دفن شده است.
در سال ۲۰۰۵، این گورستان به‌طور رسمی به عنوان بخشی از میراث جهانی مرکز تاریخی ماکائو در یونسکو به ثبت رسید.

## تاریخچه
ماکائو از نظر پرتغالی‌ها سرزمینی مقدس و متعلق به کلیسای کاتولیک محسوب می‌شد و پروتستان‌ها اجازه دفن مردگان خود در دیوارهای شهر را نداشتند. از سوی دیگر، چینی‌ها نیز دفن خارجی‌ها را در خاک خود ممنوع کرده بودند. این مسئله باعث می‌شد که جامعه پروتستان، متشکل از بازرگانان بریتانیایی، آمریکایی و اروپای شمالی، مجبور به دفن مخفیانه مردگان خود در شب و خارج از دیوارهای شهر شوند. با این حال، این کار با خطر روبرو شدن با چینی‌ها یا احتمال هتک حرمت قبرها همراه بود.
در سال ۱۸۲۱، پس از مرگ همسر رابرت موریسون (مری)، کمیته محلی کمپانی هند شرقی بریتانیا تصمیم به خرید قطعه زمینی در کنار ساختمان مرکزی خود گرفت و وضعیت قانونی آن را با مقامات پرتغالی تنظیم کرد تا دفن پروتستان‌ها در این مکان مجاز شود. پس از آن، این گورستان به همه پروتستان‌ها اختصاص یافت و قبرهای قبلی از مکان‌های دیگر به اینجا منتقل شدند. در این گورستان، افراد مختلفی از بریتانیا، ایالات متحده، هلند، دانمارک، سوئد، ارمنستان و آلمان دفن شده‌اند.

## بسته شدن گورستان
این گورستان در سال ۱۸۵۸ بسته شد، زمانی که مقامات پرتغالی تصمیم گرفتند همه دفن‌ها خارج از دیوارهای شهر انجام شوند. در سال ۱۹۷۱، ۲۲ سنگ قبر که در گورستان جدید یافت شده بودند، در دیوار گورستان قدیمی قرار گرفتند. همچنین در سال ۱۹۷۷، خاکستر لینزی راید، که تحقیقات بسیاری دربارهٔ این گورستان انجام داده بود، در اینجا پراکنده شد و یادبودی برای او نصب شد.

## کلیسای موریسون
در کنار گورستان، کلیسای پروتستان ماکائو یا کلیسای موریسون قرار دارد که به افتخار رابرت موریسون نام‌گذاری شده است. اگرچه احتمالاً یک بنای مقدس در زمان تأسیس گورستان در اینجا وجود داشته، اما ساختمان فعلی مربوط به سال ۱۹۲۲ است و پس از جنگ جهانی دوم بازسازی شده است.